# Tropicanus chapadensis
Tropicanus chapadensis är en insektsart som beskrevs av Keti Maria Rocha Zanol 2006. Tropicanus chapadensis ingår i släktet Tropicanus och familjen dvärgstritar. Inga underarter finns listade i Catalogue of Life.